# Martin Keown
Martin Keown (n. 24 iulie 1966, Oxford) este un fost fotbalist englez, care și-a petrecut în mare parte cariera la Arsenal, dar a jucat și pentru Aston Villa sau Everton. Acum este scouter la Arsenal și comentator pentru BBC, ESPN, TV3 și Al Jazeera Sports +3.

## Cariera
Un puternic fundaș central din Oxford, Keown a jucat pentru echipele locale că junior, înainte de a se alătura lui Arsenal în 1980 în vremea când încă era un școlar. Și-a făcut debutul profesionist la Brighton & Hove Albion în 1984. Keown s-a reîntors apoi la Arsenal unde a jucat 22 de partide, înainte de a fi vândut de Arsenal la Aston Villa în 1986. Martin a jucat la Villa 3 sezoane, iar în vara lui 1989 s-a dus la Everton. 
În gebruarie 1993, Kewon s-a reîntors la Arsenal pentru suma de 2 milioane de lire sterline. S-a luptat cu Steve Bould pentru un post de titular în centrul defensivei lui Arsenal, alături de căpitanul Tony Adams. Treptat a devenit titular în echipa lui Arsenal, cunoscând vârful carierei în perioada 1998-2003.
Keown a rămas la Arsenal până în 2004, câștigând încă un trofeu Premier League, înainte de a fi lăsat să plece pe gratis. A semnat cu Leciester City, dar după mai puțin de 6 luni, a semnat pentru Reading în ianuarie 2005 până la sfârșitul sezonului, când a decis să se retragă. S-a alăturat staffului tehnic al lui Newbury în august 2005, dar acum este implicat ca scouter la Arsenal, fiind considerat de fostul manager al „Tunarilor”, Terry Neil, ca cel care a realizat defensive tânără și talentată a lui Arsenal. Martin este de asemnea antrenor secund la Oxford University Blues.

## Palmares
- Premier League (3): 1998, 2002, 2004
- Cupa Angliei (3): 1998, 2002, 2003

Finalist (1): 2001
- Cupa UEFA

Finalist (1): 2000